# Caccobius pentagonus
Caccobius pentagonus är en skalbaggsart som beskrevs av D'orbigny 1908. Caccobius pentagonus ingår i släktet Caccobius och familjen bladhorningar. Inga underarter finns listade.